# IC 1444
IC 1444 је елиптична галаксија у сазвјежђу Пегаз која се налази на листи објеката дубоког неба у Индекс каталогу.
Деклинација објекта је + 5° 8' 23" а ректасцензија 22h 22m 23,8s. Привидна величина (магнитуда) објекта IC 1444 износи 14,3 а фотографска магнитуда 15,3. IC 1444 је још познат и под ознакама CGCG 404-5, NPM1G +04.0571, PGC 68665.